# Ezechiel de Decker
Ezechiël de Decker (Leiden, 1603 of 1604 – eind 1646 of begin 1647) was rekenmeester, leraar meetkunde en rekenkunde in Gouda, en later landmeter. In 1621 werd hij poorter van Gouda. Alhoewel ruim 300 jaar is gedacht dat Adriaen Vlacq de samensteller van de eerste volledige logaritmetafel was, komt uit historisch onderzoek naar voren dat De Decker feitelijk een belangrijke (de belangrijkste?) (mede)constructeur is van deze tafel.

## Van Napier, via Briggs naar De Decker
John Napier publiceerde in 1614 de eerste logaritmetafel. De logaritmen van Napier waren echter onhandig in gebruik. Henry Briggs begon daarom met de constructie van een logaritmetafel gebaseerd op het getal 10 als basis waarmee gemakkelijker gerekend kan worden. We herkennen nu in de logaritmen van Briggs de exponenten van het getal 10, maar in de tijd van Briggs bestond het idee van logaritmen als de exponenten van een vast grondtal nog niet. Briggs publiceerde in 1624 zijn Arithmetica Logarithmica met de logaritmen van 1 tot en met 20.000 en van 90.000 tot en met 100.000 in 14 decimalen. Er resteerde nog een enorme hoeveelheid rekenwerk; de logaritmen van 20.001 tot 90.000 moesten nog worden bepaald. De Decker besloot die taak op zich te nemen.

## Nieuwe Telkonst
In 1626 publiceerde De Decker een boek met de titel Eerste Deel van de Nieuwe Telkonst met o.a. vertalingen van werken van Napier en Stevin. Waarschijnlijk heeft Adriaen Vlacq de Latijnse teksten in het Nederlands vertaald omdat De Decker de Latijnse taal onvoldoende beheerste. De Decker was daarbij verantwoordelijk voor de wiskundige inhoud. Vlacq, die niet onbemiddeld was, is waarschijnlijk ook geldschieter geweest die publicatie van het boek van De Decker mogelijk maakte.
Nog in 1626 publiceerde De Decker een tweede boek met de kortere titel Nieuwe Telkonst, waarin de onvolledige tafel met de logaritmen van Briggs voorkomt, en waarbij die logaritmen van 14 decimalen zijn ingekort tot 10. Op 2 oktober 1627 zag De Decker’s Tweede Deel van de Nieuwe Telkonst het licht. Dit deel bevat een volledige logaritmetabel met alle logaritmen van 1 tot en met 100000. Alhoewel De Decker in dit boek Adriaen Vlacq noemt als persoon die veel van het noodzakelijke (reken)werk heeft verricht, presenteert hij zich toch als enige auteur, vermoedelijk omdat hij ook de belangrijkste persoon van het project was. Van het Tweede Deel van de Nieuwe Telkonst is slechts één exemplaar bekend. Pas in 1920 werd dat ontdekt in de bibliotheek van een levensverzekeringsmaatschappij in Utrecht. Kennelijk zijn er maar weinig exemplaren gedrukt en zijn die ook nog voor een groot deel verloren gegaan.

## Arithmetica Logarithmica van Vlacq
De logaritmetafel in de Aritmetica Logarithmica van Vlacq is overduidelijk een kopie van de tafel in het Tweede Deel van de Nieuwe Telconst van De Decker, maar Vlacq vermijdt in het werk de naam van De Decker te noemen. In tegenstelling tot het Tweede Deel van de Nieuwe Telkonst werd de Arithmetica Logarithmica van Vlacq een groot commercieel succes.

## Jaren na 1627
De Decker werd in 1629 leraar in de navigatie op zee in Rotterdam. Hij publiceerde een boek over samengestelde interest en de Practijck van de Groote Zeevaert. Rond 1640 vertrok hij naar Den Haag, waar hij tot zijn dood wijnroeier was.

## Discussie
Is de logaritmetafel van Adriaen Vlacq, die in 1628 verscheen, een kleine 300 jaar ten onrechte beschouwd als de eerste volledige logaritmetafel? Als we strikt naar de publicatiedata van het Tweede Deel van de Nieuwe Telkonst en de Arithmetica Logarithmica kijken moeten we concluderen van wel. Daarbij moet men zich echter afvragen of het Tweede Deel van de Nieuwe Telkonst wel ooit echt gepubliceerd is. Historisch onderzoek laat zien dat de intensieve samenwerking van De Decker en Vlacq leidde tot de productie van de eerste volledige logaritmetafel, die in korte tijd in twee verschillende boeken verscheen. Men kan het Vlacq met recht kwalijk nemen dat hij de ongetwijfeld niet geringe bijdrage van De Decker heeft verzwegen. Men doet vermoedelijk de geschiedenis het meeste recht door zowel De Decker als Vlacq gezamenlijk te beschouwen als de eerste producenten van een volledige logaritmetafel.